# Rop na ulici Baker Street
Rop na ulici Baker Street je bil rop sefov v banki Lloyds, na kotu ulic Baker Street in Marylebone v Londonu v noči na 11 September 1971. Roparji so najeli trgovino z usnjenim blagom imenovano Le Sac, ki je bila od banke oddaljena le dve stavbi. Pod njo so izkopali tunel v dolžini približno 15m, ki je šel tudi pod restavracijo. Da jih nebi kdo slišal so rov kopali le med vikendi. Za udor v sef so uporabili eksploziv.

## Rop
Robert Rowlands je bil radio amater, ki je živel v petem nadstropju na ulici Wimpole Street. Prestregel je komunikacijo med roparji in njihovo stražo na strehi ob 23:15. Poklical je lokalno policijo, ki pa ga najprej niso upoštevali. Med tem je komunikacijo tudi posnel, vendar pa ni bilo slišati natančne informacije v kateri banki se rop odvija.
Ob 1:00 je kontaktiral Scotland Yard, ki so nemudoma poslali policiste v njegovo stanovanje na Wimpole Street.
Ob 2:00 je višji policist obvestil tovornjake za odkrivanje signala naj odkrijejo roparje. V krogu 10 milj od odajnika gospoda Rowlandsa je Policija preverila 750 bank, med drugim tudi banko Baker Street. Pri preverjanju banke so bili tatovi še vedno v banki, vendar policija tega ni ugotovila, ker so bila varnostna vrata še vedno zaklenjena. Tatovi so zbežali z 1,5m Ł gotovine (2010 : 16,5m Ł) ter z bogastvom iz 260 sefov. Skupen izplen tatvine je bil verjetno blizu 3m Ł (2010: 33.1mŁ).

## Posledice
Poročali so, da so po štirih dnevih Britanske oblasti izdale obrambno obvestilo (D-Notice), da se prekine poročanje o dogodku zaradi razloga državne varnosti, tako je zgodba izginila iz časopisov. Nekateri časopisi v zadnjem času trdijo, da so nekateri sefi vsebovali nacionalno občutljiv material in da je bilo obvestilo namenjeno zavarovanju Britanske kraljeve družine. Rowlands trdi, da mu je policija poizkušala preprečiti pogovore z novinarji, s pomenom tega obvestila, za katerega je imel občutek, da je poizkus prikritja policijske nestrokovnega dela. Trdil je tudi, da mu je policija grozila s preganjanjem zaradi poslušanja nelicencirani radijski postaji. Raziskava nekaj let pozneje je pokazala, da zahteve po takem obvestilu v tistem času nikoli ni bilo. Poleg tega tako obvestilo nima pravnega statusa, ampak je samo zahteva in ne pravno izvršljiv sklep. Časopis Times je o tem primeru poročal še več kot 2 meseca.
Druga poročila omenjajo da identiteta tatov ni bila nikoli razkrita, izrečene pa jim naj jim nebi bile tudi kazni. The Times je Januarja 1973 poročal, da so bili štirje možje obsojeni zaradi ropa na Old Bailey. Trije od teh ljudi so bili imenovani kot:  Anthony Gavin, 38, fotograf iz Brownlow Road v Dalstonu; Thomas Gray Stephens, 35, prodajalec avtomobilov iz Maygood Street v Islington; in Reginald Samuel Tucker, 37, direktor podjetja iz Lee Street v Hackneyu. Vsi so priznali krivdo ter bili obsojeni na dvanajst let zapora. Četrti mož je bil Benjamin Wolfe 66, trgovec usnjenih izdelkov iz Dovercourt Road v East Dulwich, ki se je zagovarjal, da ni kriv, vendar je bil pozneje obsojen na 8 let zapora. Wolfe je podpisal podnajemno pogodbo s tatovi, da so trgovino lahko uporabljali. Dva moška obtožena uporabe bankovcev iz tatvine sta bila oproščena. Po tiskovnih poročilih policija domneva, da je bil največji mislec pri tem kaznivem dejanju še en prodajalec avtomobilov, ki pa ni bil nikoli obsojen. Kazni Thomasu Stephensu in Regu Tuckeru so glede na pritožbo znižali na osem let.

## Film Bančni rop - The Bank Job
Pol izmišljena različica ropa je predmet v filmu iz leta 2008, The Bank job, ki prikazuje še eno popularno teorijo zločina, katera pravi da je bil rop organiziran ali pozneje pokrit z varnostno službo, da bi zavarovali ogrožene fotografije princese Margarete, ki so bile shranjene v enem izmed sefov v banki, bile pa so v lasti Michaela X. Medtem ko je ta teorija veljala za navadne govorice, je bilo nekaj posameznikov, vključno z Georgeom mClndoeom, svetovalcem filma, ki je trdil, da ima informacije o dejanskem ropu, ki kažejo, da je bil to pravi motiv za tatvino.

## V populani kulturi
Leta 2014 je bil rop predmet epizode na BBC Radio4 v radijski komediji z naslovom Punt PI.